# Ibrahima Traoré
Ibrahima Traoré (Villepinte, 1988. április 21. –) francia születésű guineai válogatott labdarúgó.

## Pályafutása

### A válogatottban
2010- ben mutatkozott be a guineai válogatottban.

## Statisztika

### A válogatottban
| !Válogatott | Év       | Mérk. | Gólok |
| ----------- | -------- | ----- | ----- |
| Guinea      | 2010     | 4     | 0     |
| Guinea      | 2011     | 5     | 1     |
| Guinea      | 2012     | 9     | 2     |
| Guinea      | 2013     | 4     | 1     |
| Guinea      | 2014     | 7     | 3     |
| Guinea      | 2015     | 4     | 1     |
| Guinea      | 2016     | 6     | 0     |
| Guinea      | 2017     | 1     | 0     |
| Guinea      | 2018     | 2     | 0     |
| Guinea      | 2019     | 7     | 0     |
| Összesen    | Összesen | 49    | 8     |